# Renault Clio Cup

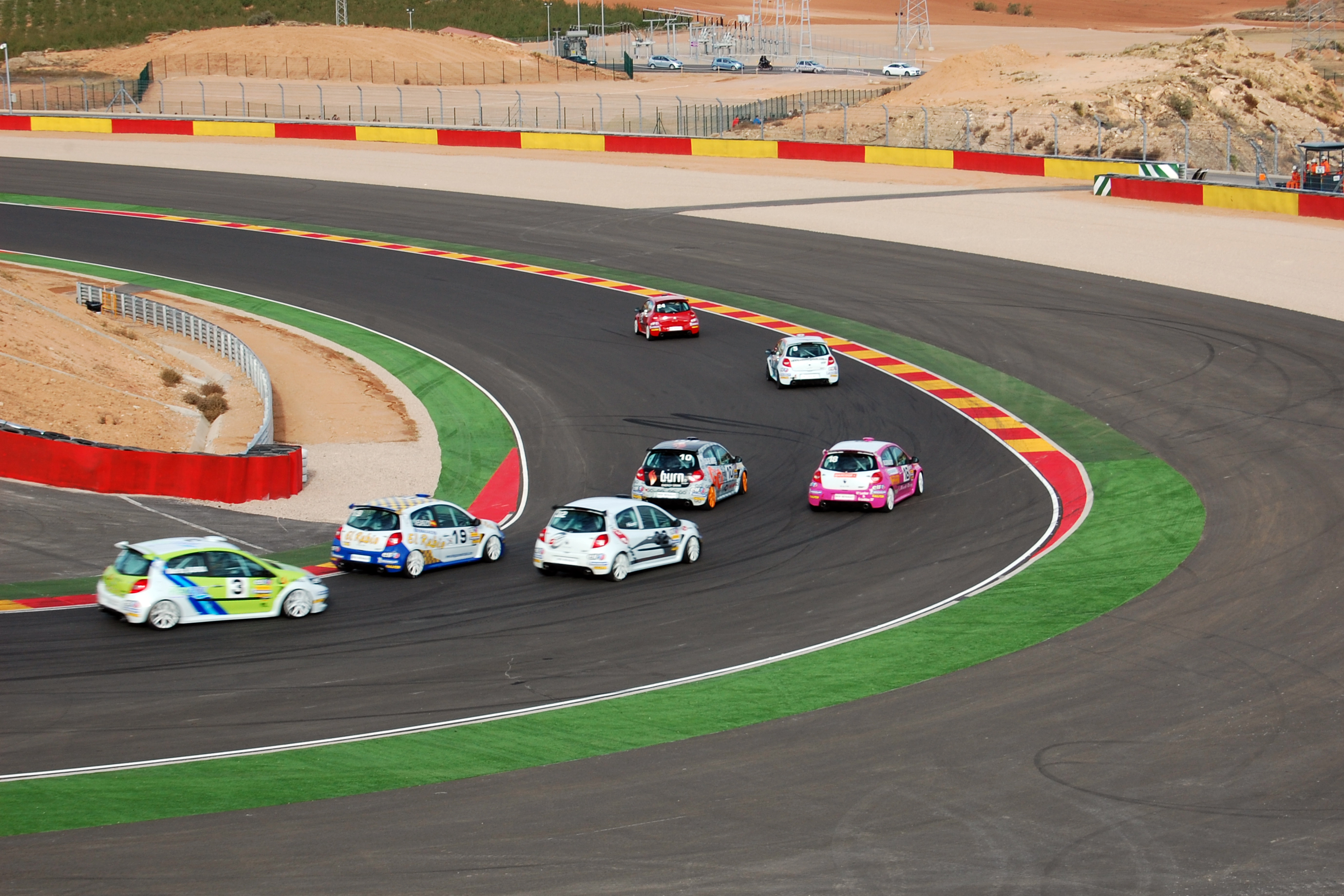
Momentopname uit de Renault Clio Cup 2009

De Clio Cup is een toerwagenkampioenschap voor Renault Clio's dat sinds 1991 bestaat, maar het principe bestaat al sinds 1966. Het is onderdeel van Renault Sport.

## De auto
Voor de races wordt een Renault Clio gebruikt met een Renault F4R RS-viercilindermotor van 1998 cc en 205 pk. Voor het remsysteem worden 312 mm-Bremboremmen gebruikt, die ook op de New Clio Renault Sport zitten. De velgen zijn 17 inch-Speedlinevelgen van aluminium waarop Michelinbanden zijn gemonteerd (in de Nederlandse Cup wordt gebruikgemaakt van Dunlop). De auto's zijn te koop voor € 36.000. Op het dak zitten een spoiler en een luchthapper. De auto is 55 mm verlaagd in vergelijking met de standaarduitvoering.

## Kampioenen
| Jaar               | Coureur                | Junior Cup          | Band |
| ------------------ | ---------------------- | ------------------- | ---- |
| 1991               | Frans Verschuur        |                     | M    |
| 1992               | Frans Verschuur        | Robert Valkenburg   | M    |
| 1993               | Donald Molenaar        | Fred Hehl           | M    |
| 1994               | John de Vos            | Eduard Peters       | M    |
| 1995               | Frans Verschuur        | Jacky van der Ende  | M    |
| 1996               | Phil Bastiaans         | Dick Postel         | M    |
| geen kampioenschap |                        |                     |      |
| 2001               | Jeroen Bleekemolen     | Mario Bik           | M    |
| 2002               | Sebastiaan Bleekemolen | Patrick de Jong     | M    |
| 2003               | Robert van den Berg    | Bernhard ten Brinke | M    |
| 2004               | Sebastiaan Bleekemolen | Bertus Sanders      | M    |
| 2005               | Allard Kalff           | Mike Verschuur      | M    |
| 2006               | Mike Verschuur         | Hoevert Vos         | M    |
| 2007               | Tim Buijs              | Olympische Klasse   | D    |
| 2008               | Pim van Riet           | Peter Bergervoet    | D    |
| 2009               | Sandra van der Sloot   | Rene Steenmetz      | D    |
| 2010               | Addie van de Ven       | Hans Bos            | M    |
| 2011               | Sebastiaan Bleekemolen | Marcel Dekker       | M    |
| 2012               | Niels Langeveld        | Ruud Steenmetz      | M    |